# Пивикова, Вера Васильевна
Вера Васильевна Пивикова (1916 — 6 марта 2000) — передовик советской пищевой промышленности, бригадир рабочих Барнаульского мясокомбината Министерства мясной и молочной промышленности РСФСР, Алтайского края, Герой Социалистического Труда (1971).

## Биография
Родилась в 1916 году в Башмаково Пензенской области в крестьянской русской семье. Завершила обучение в школе и окончила школу фабрично-заводского обучения.
В 1937 году была направлена по направлению на птицефабрику в город Славгород Алтайского края. Работала до 1940 года сортировщицей яиц. В годы Великой Отечественной войны трудилась птичницей, а затем работала санитаркой военного госпиталя. Избиралась секретарём комсомольской организации госпиталя, была донором.
С 1946 года работала на Барнаульском мясокомбинате. Сначала сортировщицей птицы, затем бригадиром. Отличный наставник молодых специалистов. Член КПСС с 1950 года.
В 1970 году досрочно выполнила плановые производственные задания Восьмой пятилетки (1965—1970). Указом Президиума Верховного Совета СССР от 26 апреля 1971 года «за выдающиеся успехи, достигнутые в развитии мясной и молочной промышленности» удостоена звания Героя Социалистического Труда с вручением ордена Ленина и золотой медали Серп и Молот.
Продолжала трудиться на мясокомбинате. Избиралась депутатом Ленинского районного Совета депутатов города Барнаула.
Проживала в Барнауле. Умерла 6 марта 2000 года.

## Награды
За трудовые успехи была удостоена:
- золотая звезда «Серп и Молот» (26.04.1971)
- орден Ленина (26.04.1971)
- Орден Трудового Красного Знамени
- Орден Дружбы народов
- другие медали.